# ماري إليزابيث دوسن
ماري إليزابيث دوسن (بالإنجليزية: Mary Elizabeth Dawson)‏ هي فلاحة وممرضة نيوزيلندية، ولدت في 9 مايو 1833، وتوفيت في 22 فبراير 1924.